# مارينيو (لاعب كرة قدم برازيلي)
مارينيو (بالبرتغالية: Mário José dos Reis Emiliano‏) هو مدرب كرة قدم ولاعب كرة قدم برازيلي في مركز الوسط، ولد في 23 مايو 1957 في بيلو هوريزونتي في البرازيل، وتوفي بنفس المكان في 15 يونيو 2020. شارك مع منتخب البرازيل تحت 23 سنة لكرة القدم ومنتخب البرازيل لكرة القدم. أما مع النوادي، فقد لعب مع أتلتيكو مينيرو وبوتافوغو ريغاتاس ونادي أميريكانو ونادي بانغو أتلتيكو.

## وصلات خارجية
- مارينيو على موقع قاعدة بيانات كرة القدم.إي يو (الإنجليزية)
- مارينيو على موقع ناشيونال فوتبول تيمز (الإنجليزية)
- مارينيو على موقع Soccerway.com (الإنجليزية)
- مارينيو على موقع اللجنة الأولمبية الدولية (الإنجليزية)
- مارينيو على موقع أوليمبيديا (الإنجليزية)